# 서튼후

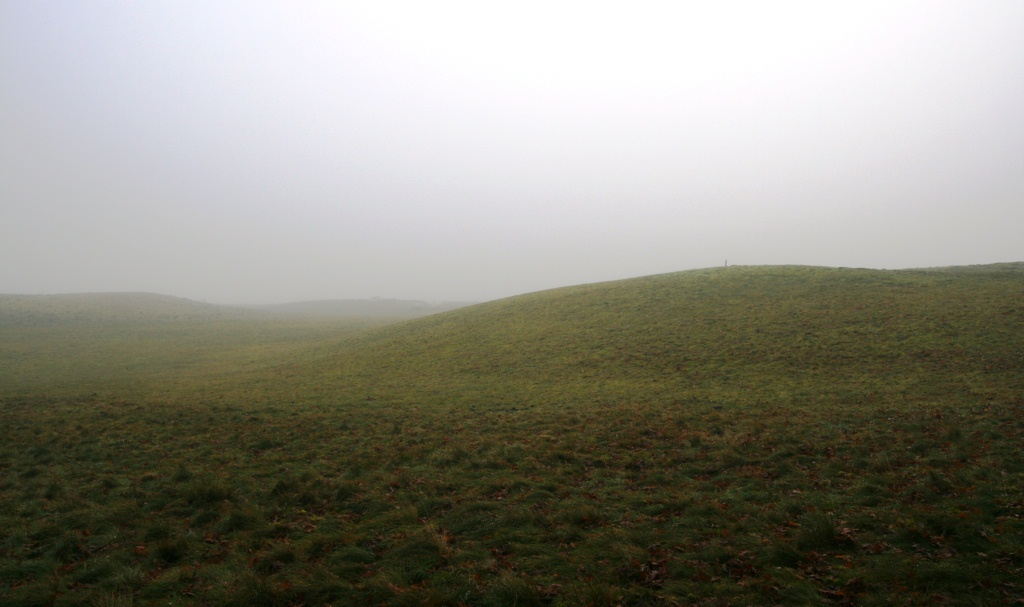
(박차모양을 이루는) 서튼후 전경.

영국 서퍽(Suffolk)의 서튼후(Sutton Hoo)는 이스트앵글리아 우드브리지 읍 근교에 위치한 지역으로 6세기 및 7세기 초의 고대 앵글로색슨의 봉분묘로 밝혀진 매장유적지가 있는 곳이다. 고고학자들이 1938년 이래로 발굴를 진행하고 있으며, 완벽하게 보존된 배무덤 한 기를 포함하여 서튼후 투구 등 대량의 앵글로색슨 유물들이 출토되어 영국의 6,7세기를 전후하는 예술사학적 및 고고학적으로 엄청난 중요성을 지니고 있다. 여기서 발굴된 유물들은 대부분 현재 런던 대영박물관에서 소장 중이며, 유적지는 영국 내셔널 트러스트에서 관리 중이다.

## 고분
1938년에 시작된 발굴작업은 소유자 이디스 프레티(Edith Pretty)와  발굴가 배질 브라운(Basil Brown)에 의해 진행되었다. 한 대형 고분에서는 풍부한 앵글로색슨 유물과 함께 잘 보존된 선박 매장이 드러났다. 이 유물의 대부분은 이디스 프레티(Edith Pretty)의 기증으로 현재 대영 박물관에 있다. 학자들은 동앵글인의 왕(고대 영어: Ēastengla Cyning 에스트앵글라 퀴닝그, East Anglia)의 래드왈드가 배에 묻혔을 가능성이 가장 높은 사람이라고 추측한다. 이 유적지는 이스트앵글리아 왕국의 앵글로색슨(Anglo-Saxon)의 역사를 확립하고 역사적 기록이 부족한 초기 앵글로색슨(Anglo-Saxon) 시대를 밝히는 데 중요하다.
이 유적지는 배질 브라운(Basil Brown)이 지주인 이디스 프레티(Edith Pretty)의 후원으로 처음 발굴했지만 발굴도중 그 중요성이  점차  분명해지자 영국 정부의 전문가들이 인수했다. 1960년대와 1980년대에 고고학자들이 더 넓은 지역을 탐사했고 다른 많은 개별 매장이 공개되었다. 유물은 영국에서 지금까지 발견된 가장 위대한 보물들 중의 일부로 여겨지는 것으로 구성되어 있다. 매장 실에서 발견된 것은 금과 보석으로 된 금속 세공 드레스 세트, 의식용 헬멧, 방패와 검, 리라, 비잔틴 제국의 은판(silver plate)을 포함한다.
배 매장은 고대 영어(Ænglisc, 영어: Old English)로 알려진 앵글로색슨어(Anglo-Saxon) 서사시 베오울프(고대 영어: Beowulf [ˈbeːo̯wʊlf], 영어: Beowulf)의 세계와 비교를 촉발시켰다. 이 시의 일부는 스웨덴 남부의 예탈란드에 있으며, 서튼후의 일부 발견물과 고고학적으로 유사한 것으로 알려져있다.

## 서튼후 유적지
공동 매장 묘지는 데벤 강(River Deben) 하구 어귀 및 기타 고고학 유적지 가까이에 있다. 이곳의 고분들은 반대쪽 둑에서 볼 때 언덕 박차(hill-spur)를 이루는 지평선 위로 약간 솟아서 오르락 내리락해보이는 약 20개의 흙 무더기로 나타난다. 비교적 최근의 새로운 매장지는 첫 번째 매장지에서 약 500 미터 (1,600 피트) 상류에 있는 두 번째 언덕에 자리 잡고 있다. 관광객을 위한 전시장 건설을 위한 예비 작업에서 2000년에 발견되어 부분적으로 탐색되었다. 이 부지에도 매장지가 있지만, 과거의 농업 활동으로 인해 마운드(mounds) 둔덕이 지워졌다고 알려져있다.
인근 방문자 센터에는 원본 유물, 발견물 복제품 및 선박 매장 실물이 있다. 서튼후는 내셔널 트러스트가 관리하고 있다.

## 같이 보기
- 더 디그